# سيليا رودريغيز
سيليا رودريغيز هي ممثلة فلبينية، ولدت في 17 مارس 1938 في Irosin ‏ في الفلبين.

## وصلات خارجية
- سيليا رودريغيز على موقع IMDb (الإنجليزية)
- سيليا رودريغيز على موقع قاعدة بيانات الفيلم (الإنجليزية)